# Китай (село)
Кита́й (крим. Qıtay, з 1948 по 2023 рік — Лібкнехті́вка) — село в Україні Керченського району Автономної Республіки Крим. Орган місцевого самоврядування — Чистопільська сільська рада.
12 травня 2016 року постановою Верховної Ради України № 1352-VIII селу повернена назва Китай відповідно до вимог закону «Про засудження комуністичного та націонал-соціалістичного (нацистського) тоталітарних режимів в Україні та заборону пропаганди їхньої символіки». Постанова набрала чинности у 2023 році.

## Географія
На південно-західній стороні від села бере початок річка Аджиельська.

## Населення
Згідно з переписом УРСР 1989 року чисельність наявного населення села становила 308 осіб, з яких 142 чоловіки та 166 жінок.
За переписом населення України 2001 року в селі мешкала 461 особа.

### Мова
Розподіл населення за рідною мовою за даними перепису 2001 року:
| Мова              | Відсоток |
| ----------------- | -------- |
| кримськотатарська | 52,49 %  |
| російська         | 32,97 %  |
| українська        | 13,67 %  |
| вірменська        | 0,22 %   |
| інші              | 0,65 %   |